# Tyrrell 023
La Tyrrell 023 è una vettura della scuderia Tyrrell che ha corso il Campionato mondiale di Formula 1 1995. Progettata da Harvey Postlethwaite e Mike Gascoyne, era guidata da Mika Salo, Ukyo Katayama e Gabriele Tarquini, che sostituì il giapponese in occasione del Gran Premio d'Europa.

## Contesto
Per il nuovo campionato, la Tyrrell fu in grado di mantenere gli sponsor della stagione precedente, tra cui Mild Seven, BP, Fondmetal, Calbee, Club Angle e Zent. Inoltre, l'assunzione di Mika Salo portò 3 ulteriori milioni di dollari grazie ai suoi finanziatori. Ukyo Katayama venne invece confermato come prima guida.
Rispetto alla precedente 022, la Tyrrell 023 presentava un innovativo sistema di controllo idraulico delle sospensioni anteriori, noto come "Hydrolink". La decisione di adottarlo venne presa dopo aver svolto vari test fin dal febbraio 1995. Montava inoltre un motore Yamaha OX10C, semplice evoluzione di quello utilizzato l'anno precedente.
Dopo i discreti risultati ottenuti nel 1994, a dimostrazione che la 022 pur essendo una vettura semplice risultava efficace, il 1995 rappresentò una delusione per il team. Il telaio era mediocre e il sistema "Hydrolink" presentava vari problemi, tanto da venire abbandonato attorno a metà stagione.

## Carriera agonistica

### La stagione
Mika Salo fu l'unico pilota a ottenere punti per la squadra. Nella sua prima stagione completa – aveva corso solo due gare l'anno precedente con la Lotus – impressionò gli addetti ai lavori e terminò per tre volte tra i primi sei, ottenendo come miglior risultato due quinti posti in Italia e Australia, oltre a giungere sesto in Giappone. In realtà, il finlandese fu protagonista anche di una prestazione convincente in Brasile, gara in cui riuscì a installarsi al terzo posto prima che i crampi alle mani gli facessero perdere diverse posizioni.
Ben più deludente fu la stagione di Katayama che, dopo aver ben figurato nel 1994, fu autore di una serie di prestazioni sottotono, oltre che di un incidente al Gran Premio del Portogallo che lo costrinse a saltare il successivo appuntamento mondiale, venendo sostituito da Gabriele Tarquini. 
La Tyrrell concluse quindi il campionato costruttori al nono posto, con cinque punti ottenuti, tutti da Salo.

## Piloti
| Piloti ufficiali     | Piloti ufficiali  | Piloti ufficiali |
| Nazione              | Nome              | Numero           |
| -------------------- | ----------------- | ---------------- |
| Giappone (bandiera)  | Ukyo Katayama     | 3                |
| Italia (bandiera)    | Gabriele Tarquini | 3                |
| Finlandia (bandiera) | Mika Salo         | 4                |

## Risultati in Formula 1
(Il grassetto indica le pole position, il corsivo i giri veloci)
| Anno | Vettura | Motore               | Gomme | Piloti   |     |     |     |     |     |     |     |     |     |     |     |    |    |    |    |     |     |  |  |  |  |  |  |  | Punti | Pos. |
| ---- | ------- | -------------------- | ----- | -------- | --- | --- | --- | --- | --- | --- | --- | --- | --- | --- | --- | -- | -- | -- | -- | --- | --- |  |  |  |  |  |  |  | ----- | ---- |
| 1995 | 023     | Yamaha OX10C 3.0 V10 | G     | Katayama | Rit | 8   | Rit | Rit | Rit | Rit | Rit | Rit | 7   | Rit | Rit | NC | NP |    | 14 | Rit | Rit |  |  |  |  |  |  |  | 5     | 9º   |
| 1995 | 023     | Yamaha OX10C 3.0 V10 | G     | Tarquini |     |     |     |     |     |     |     |     |     |     |     |    |    | 14 |    |     |     |  |  |  |  |  |  |  | 5     | 9º   |
| 1995 | 023     | Yamaha OX10C 3.0 V10 | G     | Salo     | 7   | Rit | Rit | 10  | Rit | 7   | 15  | 8   | Rit | Rit | 8   | 5  | 13 | 10 | 12 | 6   | 5   |  |  |  |  |  |  |  | 5     | 9º   |

| Legenda | 1º posto     | 2º posto | 3º posto    | A punti         | Senza punti/Non class.  | Grassetto – Pole position Corsivo – Giro più veloce |
| Legenda | Squalificato | Ritirato | Non partito | Non qualificato | Solo prove/Terzo pilota | Grassetto – Pole position Corsivo – Giro più veloce |